# Carlos Morete
Carlos Manuel Morete Markov (Munro, Buenos Aires; 14 de enero de 1952) es un futbolista argentino retirado. Actuaba de delantero, destacando por su capacidad para marcar goles, tanto en la Primera División de Argentina como en la de España. Su olfato goleador le valió el apodo de El Puma, pues durante casi 16 años acumuló 265 goles.

## Trayectoria
| Club               | País      | Años      | Parts. | Goles |
| ------------------ | --------- | --------- | ------ | ----- |
| River Plate        | Argentina | 1970-1975 | 200    | 105   |
| UD Las Palmas      | España    | 1975-1980 | 174    | 101   |
| Sevilla FC         | España    | 1980-1981 | 19     | 6     |
| Boca Juniors       | Argentina | 1981      | 18     | 3     |
| Talleres           | Argentina | 1982      | 20     | 20    |
| Independiente      | Argentina | 1982-1983 | 59     | 26    |
| Argentinos Juniors | Argentina | 1984-1986 | 32     | 5     |

## Títulos

### Campeonatos nacionales
| Título           | Club               | País      | Año    |
| ---------------- | ------------------ | --------- | ------ |
| Primera División | River Plate        | Argentina | M-1975 |
| Primera División | Boca Juniors       | Argentina | M-1981 |
| Primera División | Independiente      | Argentina | M-1983 |
| Primera División | Argentinos Juniors | Argentina | M-1984 |
| Primera División | Argentinos Juniors | Argentina | N-1985 |

### Campeonatos internacionales
| Título                       | Club               | País      | Año  |
| ---------------------------- | ------------------ | --------- | ---- |
| Copa Libertadores de América | Argentinos Juniors | Argentina | 1985 |

### Distinciones individuales
| Distinción                                     | Año    |
| ---------------------------------------------- | ------ |
| Máximo goleador de Primera División (14 goles) | N-1972 |
| Máximo goleador de Primera División (18 goles) | M-1974 |
| Máximo goleador de Primera División (20 goles) | M-1982 |